# Francesco Anfossi
Francesco Anfossi (Nizza, 1819 – Genova, 1890) è stato un militare italiano.

## Biografia
Francesco Anfossi, ufficiale effettivo dell'esercito piemontese, combatté nella Prima guerra di indipendenza italiana come volontario alla testa dei Cacciatori Volontari della Morte da lui organizzati, mentre il fratello Augusto fu uno dei primi caduti delle Cinque Giornate di Milano (la formazione dei Volontari della Morte fu perciò anche conosciuta come Reggimento Augusto Anfossi).
Durante la prima guerra di indipendenza italiana la formazione di Anfossi, che nel complesso diede una pessima prova di disciplina e combattività, secondo quanto riportato da Luciano Manara, fu aggregata dapprima ai Corpi Volontari Lombardi del generale Michele Allemandi e in seguito al Corpo di Osservazione del Tirolo del generale Giacomo Durando affrontando gli austriaci il 22 maggio a Ponte Caffaro, qui sette compagnie sulle otto che componevano il Reggimento si diedero alla fuga di fronte all'avanzata nemica, avanzata che fu fermata dall'artiglieria del capitano Chiodi e dal contrattacco comandato dal generale Giacomo Durando.
Il colonnello Anfossi, accusato di «aver fatto esportare dal palazzo Lodrone bauli carichi di oggetti di valore», malversazione dei fondi del suo reparto e incitamento all'insubordinazione della truppa posta al suo comando, fu arrestato il 27 luglio per ordine del comandante dell'esercito lombardo, Teodoro Lechi. Tradotto presso il carcere del castello Sforzesco di Milano fu liberato il 7 agosto in seguito all'occupazione della città da parte degli austriaci. Il procedimento giudiziario a suo carico non ebbe più seguito a causa dei mutati eventi politici-militari, ma Francesco Anfossi fu escluso dall'esercito piemontese nonostante il ricorso presentato presso la camera dei deputati del Regno. A guerra conclusa, Anfossi con il memoriale Memorie sulla compagna di Lombardia dal 1848, edito nel 1851, cercò di difendere il suo operato nel corso della campagna del Trentino.
Nel 1859 Anfossi tentò ancora una volta senza successo di prendere servizio nei Cacciatori delle Alpi e, in seguito, nei costituendi Cacciatori della Magra. Nel 1860 prese parte alla Spedizione dei Mille, nella quale fu nominato capitano e posto al comando della 5ª Compagnia, ma fu congedato subito dopo lo sbarco in Sicilia in quanto accusato di vigliaccheria (durante un assalto nel corso della battaglia di Calatafimi si sarebbe infatti nascosto al riparo di una casa). Fu estromesso dal corpo da Giuseppe Garibaldi, rimpatriato dopo la presa di Palermo, privato della pensione e della medaglia commemorativa de I Mille. Negli anni successivi visse miseramente tra Torino e Nizza Marittima spegnendosi a Genova nel 1890.

## Opere
- Francesco Anfossi, Memorie sulla compagna di Lombardia dal 1848, Torino, Stab. Tip. Aless. Fontana, 1851. URL consultato il 20 maggio 2025. Ospitato su Google Libri.